# ميلاغرد
ميلاغرد (بالفارسية: میلاگرد) هي قرية تقع في قسم برف انبار الريفي في إيران. يقدر عدد سكانها بـ 454 نسمة بحسب إحصاء 2016.